# 주한 시에라리온 대사관
주한 시에라리온 대사관(영어: Embassy of the Republic of Sierra Leone in Korea)은 대한민국 서울특별시 용산구 이태원동 149-16에 위치하고 있는 시에라리온 대사관이다. 현직 주한 시에라리온 대사는 카소스 지바오 마타이이다.

## 역사
시에라리온은 남북한 동시에 수교국이고, 대한민국과는 1964년 1월 18일, 조선민주주의인민공화국과는 1973년 12월 10일 외교 관계를 맺었다. 대한민국은 1974년 11월 27일에 시에라리온 주재 대사관을 프리타운에 설치하였으나, 1992년 7월 31일 폐쇄하였다. 현재는 주나이지리아 대한민국 대사관에서 대한민국과 시에라리온 관계 관련 일을 담당하고 있다.
시에라리온은 한동안 주중국 시에라리온 대사관에서 대한민국을 겸임하였으나, 2014년 2월 서울에 주한 시에라리온 대사관을 개설하여 운영하고 있다. 중동을 제외한 아시아에서는 중화인민공화국에 이어 2번째로 개설된 시에라리온의 대사관이다.

## 같이 보기
- 시에라리온의 재외공관 목록
- 대한민국 주재 외국공관 목록
- 대한민국-시에라리온 관계